# NGC 3405/1
NGC 3405/1 је лентикуларна галаксија у сазвежђу Лав која се налази на NGC листи објеката дубоког неба.
Деклинација објекта је + 16° 14' 21" а ректасцензија 10h 49m 43,3s. Привидна величина (магнитуда) објекта NGC 3405 износи 14,4 а фотографска магнитуда 15,4. NGC 34051 је још познат и под ознакама UGC 5933, MCG 3-28-14, CGCG 95-33, NPM1G +16.0236, PGC 32414.